# Perizoma ericetata
Perizoma ericetata là một loài bướm đêm trong họ Geometridae.